# Copa COSAFA 2007
La Copa COSAFA 2007 fue la undécima edición del torneo de fútbol a nivel de selecciones nacionales de África del Sur organizado por la COSAFA y que contó con la participación de 13 naciones de la región.
Sudáfrica venció en la final a Zambia para ganar el título regional por segunda ocasión.

## Primera Ronda

### Grupo A
Los partidos se jugaron en Mozambique.

#### Semi-Finals
| 28 de abril de 2007 | Madagascar | 0 – 1 | Zimbabue   | Estádio da Machava, Maputo |  |
|                     |            |       | Nkhatha 8' |                            |  |

| 28 de abril de 2007 | Mozambique    | 2 – 0 | Seychelles | Estádio da Machava, Maputo |  |
|                     | Bino 50', 77' |       |            |                            |  |

#### 3º Lugar
| 29 de abril de 2007 | Madagascar                                                 | 5 – 0 | Seychelles | Estádio da Machava, Maputo |  |
|                     | Voavy 11', 14', 69' · Ramiadamanana 61' · Andriantsima 84' |       |            |                            |  |

#### Final
| 29 de abril de 2007               | Mozambique | 0 – 0 (5 – 4 p.) | Zimbabue | Estádio da Machava, Maputo |  |
| Mozambique avanza a la fase final |            |                  |          |                            |  |

### Grupo B
Los partidos se jugaron en Suazilandia.

#### Semifinales
| 26 de mayo de 2007 | Malaui | 0 – 0 (4 – 5 p.) | Sudáfrica | Somhlolo National Stadium, Lobamba |  |

| 26 de mayo de 2007 | Suazilandia | 0 – 0 (5 – 6 p.) | Mauricio | Somhlolo National Stadium, Lobamba |  |

#### 3º Lugar
| 27 de mayo de 2007 | Suazilandia  | 1 – 0 | Malaui | Somhlolo National Stadium, Lobamba |  |
|                    | Tsabedze 85' |       |        |                                    |  |

#### Final
| 27 de mayo de 2007               | Sudáfrica              | 2 – 0 | Mauricio | Somhlolo National Stadium, Lobamba |  |
|                                  | Modise 43' (pen.), 65' |       |          |                                    |  |
| Sudáfrica avanza a la fase final |                        |       |          |                                    |  |

### Grupo C
Los partidos se jugaron en Botsuana.

#### Semifinales
| 28 de julio de 2007 | Angola                    | 2 – 0 | Lesoto | Nacional, Gaborone |  |
|                     | Manucho 39' · Santana 83' |       |        |                    |  |

| 28 de julio de 2007 | Botsuana     | 1 – 0 | Namibia | Nacional, Gaborone |  |
|                     | Mogaladi 19' |       |         |                    |  |

#### 3º Lugar
| 29 de julio de 2007 | Lesoto               | 2 – 3 | Namibia                          | Nacional, Gaborone |  |
|                     | Muso 84', 87' (pen.) |       | Katupose 53' · Brendell 67', 77' |                    |  |

#### Final
| 29 de julio de 2007             | Botsuana | 0 – 0 (3 – 1 p.) | Angola | Nacional, Gaborone |  |
| Botsuana avanza a la fase final |          |                  |        |                    |  |

## Fase Final
Los partidos de jugaron en Sudáfrica. Zambia avanzó a la fase final directamente como el campeón defensor.

### Semifinales
| 29 de septiembre de 2007 | Zambia                               | 3 – 0 | Mozambique | Super Stadium, Atteridgeville |  |
|                          | Chivuta 35' · Mayuka 69' · Njovu 79' |       |            |                               |  |

| 29 de septiembre de 2007 | Sudáfrica  | 1 – 0 | Botsuana | Super Stadium, Atteridgeville |  |
|                          | Modise 32' |       |          |                               |  |

### Final
| 24 de octubre de 2007 | Sudáfrica                                        | 0 – 0 (4 - 3 p.)           | Zambia                                       | Vodacom Park, Bloemfontein         |  |
|                       |                                                  |                            |                                              | Árbitro(s): Hubert Andriamiharisoa |  |
|                       |                                                  | Tiros desde el punto penal |                                              |                                    |  |
|                       | Evans · Fanteni · Fransman · Tshabalala · Modise |                            | Kalaba · Bakala · Chintu · Chamanga · Mweene |                                    |  |

## Campeón
| Copa COSAFA 2007     |
| -------------------- |
| Bandera de Sudáfrica |
| Sudáfrica 2º Título  |

## Máximos goleadores
3 goles
- Paulin Voavy
- Teko Modise

2 goles
- Bino Alaze
- Brian Brendell
- Sello Muso